# Jack Action
Jack Action — российская рок-группа.

## История
Своё начало группа Jack Action берет с декабря 1995 года, когда два школьных друга, Григорий Юсуфов (барабаны) и Евгений Волков (гитара), решили показать свои первые музыкальные зарисовки в стиле гранж. Первый концерт музыканты отыграли в мае 1995 года. Этот концерт можно считать точкой отсчета в активной концертной деятельности Jack Action.
Группа принимает активное участие в альтернативных акциях, а в 1996 году становится лауреатом фестиваля «ПоКолено '96» и,как лауреат, принимает участие в презентации одноименного CD 31 мая 1996 года в Театре Эстрады. С приходом весной 1996 года в группу Александра Минакова (клавишные) композиции получили новые аранжировки, оригинальный и законченный вид. Группа начинает играть симбиоз хард-кора классического с тяжелыми гитарами и техно.
В 1997 году группу покидает Николай Дорошин (вокал), который организовывает «Dooby Jungle». Команда остается в составе: Григорий Юсуфов (ударные), Павел Жавнерович (бас), Евгений Волков (гитара), Александр Минаков (клавишные). Вскоре Юсуфов занимает место вокалиста, а барабанные партии становятся электронными.
Сейчас за плечами группы более 400 концертных выступлений, не только в московских клубах, но и на крупных фестивальных площадках, и в гастрольных турах, ремиксы на Depeche Mode и Nirvana, разогревы Muse, Incubus, Fun Lovin' Criminals, Antiloop, Depeche Mode, Linkin Park, Metallica, Limp Bizkit и многих других западных исполнителей, участие в музыкальных сборниках и трибьют-альбомах.
Дебютный альбом Jack Action «Эластика» был выпущен в 2001 году и сразу привлек внимание музыкальных критиков. Тогда же в ротации музыкальных телеканалов MTV и Муз-ТВ попал клип на композицию «Две крайности неба».
После успешного взлёта и активной гастрольной жизни команда решила взять тайм-аут. В 2008 году группа начала плотно сотрудничать с известным продюсером Александром Пономаревым, придавшим новый импульс развитию группы.
«Устроим короткое замыкание!» — под таким девизом осенью 2010 года на радиостанции Maximum прошел «Максимальный тест-драйв» песни «Короткое замыкание», которая сразу же попала в ротацию радиостанции, а также в разряд настоящих хитов года и как результат — первая строчка хит-парада. Следующий сингл «На месте преступления» не заставил себя долго ждать и так же поднялся до вершины двадцатки лучших песен станции и уже окончательно подчеркнул высокий статус команды.
В ноябре 2011 года вышел клип на песню «Я не убивал». В том же году песни «Короткое замыкание» и «Назад пути не будет» вошли в саундтрек сериала «Краткий курс счастливой жизни».
Релиз второй студийной пластинки «На месте преступления» состоялся 29 февраля 2012 года, в том числе и на сервисе Яндекс.Музыка. Запись альбома проходила в Москве на студии Parametrica, мастеринг же делался в Лос-Анджелесе на студии Bernie Grundman Studio (Hollywood, CA), где над «Местом преступления» работал Брайан Гарднер (Maroon 5, 30 Seconds To Mars, Blink 182, Green Day, Red Hot Chili Peppers, Rihanna, Michael Jackson) — гуру музыкального инжиниринга, обладателя семи премий «Грэмми».
29 марта 2012 года на сцене клуба «Б2» состоялся большой концерт-презентация альбома «На месте преступления». Затем группа продолжила выступать с новым материалом на «Нашествии» и в клубах.
В начале октября 2012 года группа приступила к записи третьего студийного альбома.
23 октября 2012 года в клубе «16 тонн» состоялась презентация нового клипа на песню «Короткое замыкание» (реж. Дмитрий Захаров).
В 2013 году Jack Action записали совместный трек «Полное погружение» с известным российским диджеем DJ Smash, успевший стать хитом во многих танцевальных клубах России и за её пределами.
В апреле 2015 года вышел клип на песню «Закрой Свои Глаза». Режиссёром клипа стал известный шведский клипмейкер Patric Ullaeus.
В июне 2015 Jack Action представили Россию на международных фестивалях Park Live (Москва) и GreenFest (Санкт-Петербург), где хедлайнером выступила группа Muse. Помимо этого на сцену вышли группы Triggerfinger, Poets of the Fall, GusGus, Incubus. На фестивале GreenFest в Минске Jack Action разделили сцену с группами Papa Roach, Lumen, Кипелов.
На юбилейном фестивале «Нашествие» 5 июля 2015 во время выступления Jack Action начался ливневый дождь, сопровождавшийся градом и усилением ветра. Как после было отмечено, символичным стало исполнение в этот момент песни «Короткое замыкание» с альбома «На месте преступления». «В этот день дождь собирался неоднократно с резкими порывами ветра, и когда мы приехали на площадку все говорили: „Только бы не было дождя!“ — вспоминал Григорий Юсуфов (вокал). — А потом как-то все свыклись с мыслью, что скорее всего „пронесёт“ — саундчек, разговоры в гримерке и наш выход. Честно говоря, я не заметил, как пошел дождь — скорее обратил внимание на зонты и плащи среди слушателей, но в момент когда на песне „Против Всех!“ начался просто ураган — начало заливать всё от мониторов до микрофонов. В какой-то момент я понял, что нахожусь не только под дождем, но под мощной стихией — это был ураган с градом».
В июле американская группа Linkin Park в своем официальном Твиттер-аккаунте объявила, что Jack Action выступит в качестве специального гостя на её московском концерте 29 августа 2015 в СК «Олимпийский». Двумя днями ранее Jack Action на этой же концертной площадке (СК «Олимпийский») открыли своим выступлением концерт ещё одной легендарной группы — Metallica.
30 ноября 2015 года в московском клубе «16 Тонн» состоялся сольный концерт группы, на котором впервые была представлена акустическая программа. Следом Jack Action объявили о новом совместном туре с группой Three Days Grace зимой 2016 года. А весной 2016 года состоялся первый сольный тур Jack Action по городам России.
Летом 2016 года музыканты выступили на самых крупных фестивалях России: впервые группа посетила Заполярье в рамках фестиваля «Студеный Берег», мощно отыграла на воронеждской «Чайке», на «Парк Фесте» в Уфе, на Доброфесте и др. Фестивалях.
18 ноября 2016 года состоялся релиз нового альбома «Atmosphera». Во время записи пластинки музыканты аккумулировали все свои наработки за последние годы, уделив особое внимание лирической композиции — «Точка Невозврата», треку о любви «Гравитация» и «Песне о мире» без войны, которая закрывает альбом. Пластинка вышла на лейбле Sony Music Entertainment, треки доступны на Яндекс музыке, Google Play и iTunes. Презентация альбома прошла в культовом клубе 16 Тонн.
В марте 2017 года группа отправилась в гастрольный тур по России в поддержку альбома «Atmosphera». В географию тура вошли более 15 городов.
12 августа 2017 года в рамках международной выставки «Expo 2017» в Астане Jack Action выступили на одной сцене с Limp Bizkit перед десятитысячной аудиторией.
В рамках презентации нового сингла «Комнаты» 12 декабря 2017 года группа дала большой сольный концерт в клубе «16 Тонн». Песня две недели продержалась в двадцатке самых скачиваемых треков iTunes, заняла почетное 12-е место в хит-параде «Чартова Дюжина», и собрав массу положительных отзывов от слушателей Нашего радио, попала в ротацию радиостанции.
Осенью 2018 года вышел клип на одноименную песню "Последний день". Съемки проходили в Москве, идея, сценарий и реализация клипа были полностью придуманы и воплощены в жизнь участниками группы. Клип набрал более 1 500 000 просмотров на YouTube.
26 июля 2019 года на лейбле Sony Music Entertainment вышел альбом Рикошет, саунд-продюсером которого стал Matvey Emerson, сопродюсер, микс-инженер и мастеринг-инженер — Андрей Белый. Альбом стал поворотным в жизни группы, музыканты использовали нетривиальные музыкальные ходы, заметно облегчив традиционное рок звучание, добавив электронные элементы. Альбом вошел в топ популярного в iTunes, Boom и ЯндексМузыка.

## Состав группы
- Григорий Юсуфов — вокал, читка
- Евгений Волков — соло-гитара, аранжировки, клавишные
- Артем Щербаков — бас-гитара
- Григорий Карпов — ударные, e-drum & percussion
- Дэниэл Эйв — гитара
- Александр Мишустов - бас-гитара

## Синглы
- 2013 — Полное погружение
- 2017 — Комнаты
- 2018 — Комнаты 2.0 (Remix by Harmo & Vibes)
- 2018 — Последний день
- 2019 — Посмотри в глаза

## Дискография
- 2001 — Эластика
- 2012 — На месте преступления
- 2014 — Supernova
- 2016 — Atmosphera
- 2019 — Рикошет

## Клипы
- «Две крайности неба» (реж. А. Репников)
- «Я не убивал» (реж. Валерия Гай Германика)
- «Короткое замыкание» (реж. Дмитрий Захаров)
- «Закрой Свои Глаза» (реж. Patric Ullaeus)
- «Мосты» (live video)
- «Иди за мной» (Renegade Cinema)
- «Puppet-doll» (реж. Antonio di Garsia)
- «Комнаты» (реж. Иван Шерстников)
- «Последний день» (реж. Мария Куликова)